# Cua de ventall confiat
El cua de ventall confiat (Rhipidura albolimbata) és un ocell de la família dels ripidúrids (Rhipiduridae).

## Hàbitat i distribució
Habita boscos i falgueres de les muntanyes de Nova Guinea, generalment per sobre de Rhipidura hyperythra.